# Sara Waisglass
Sara Waisglass, née le 3 juillet 1998 à Toronto, au Canada, est une actrice canadienne.
Elle se fait connaître, du grand public, par le rôle de Maxine « Max » Baker, qu'elle incarne dans la série télévisée Ginny et Georgia, depuis 2021.

## Biographie
Née à Toronto, dans l'Ontario en 1998, Sara Waisglass vient d'une famille juive canadienne et est la benjamine de Jeff Waisglass, dentiste, et de Tessa Waisglass, productrice. Elle a une sœur aînée, Carly Waisglass (née le 2 août 1994), qui est avocate.
Elle a fréquenté l'université York pendant quatre ans, obtenant un diplôme en scénarisation.

### Carrière
Elle est connue pour le rôle de Francesca "Frankie" Hollingsworth dans les séries télévisées canadiennes Degrassi : La Nouvelle Génération et Degrassi : La Nouvelle Promo.
Le 13 aout 2019, elle décroche le rôle de Maxine « Max » Baker dans la série télévisée Ginny & Georgia aux côtés de Brianne Howey, Antonia Gentry et Felix Mallard. La première saison sort sur Netflix le 24 février 2021 et est très bien reçue par la critique. Le 19 avril 2021, Netflix a annoncé que 52 millions d'abonnés ont regardé la première saison de la série pendant les 28 premiers jours après sa sortie.

### Vie privée
En février 2024, elle officialise son couple avec Givan Pradhan.

## Filmographie

### Cinéma

#### Longs métrages
- 2008 : Et après (Afterwards) de Gilles Bourdos : Tracey
- 2015 : Life de Anton Corbijn : Une lycéenne
- 2017 : Mary Goes Round de Molly McGlynn : Robyn[7]
- 2019 : An Assortment of Christmas Tales in No Particular Order de Neil Huber : Jess
- 2020 : Tainted de Brent Cote : Anna[8]

#### Courts métrages
- 2008 : Watering Mr. Cocoa de Mark Cutforth : Amber
- 2018 : Sled Serious de Neil Huber : Jess

### Télévision

#### Séries télévisées
- 2007 : The Jane Show : Jane à 8 ans
- 2009 - 2010 : Objection! : Jordy Cooper
- 2013 - 2015 : Degrassi : La Nouvelle Génération (Degrassi) : Francesca "Frankie" Hollingsworth
- 2014 : Degrassi : Minis : Francesca "Frankie" Hollingsworth
- 2016 - 2017 : Degrassi : La Nouvelle Promo (Degrassi: Next Class) : Francesca "Frankie" Hollingsworth[9]
- 2017 : Killjoys : Quin
- 2017 : Good Doctor (The Good Doctor) : Olivia Hartman
- 2018 : Suits, avocats sur mesure (Suits) : Esther adolescente
- 2018 - 2019 : Holly Hobbie : Lyla
- 2020 : October Faction : Madison St. Claire[10]
- Depuis 2021 : Ginny & Georgia : Maxine « Max » Baker[4]

#### Téléfilms
- 2015 : Degrassi : Don't Look Back de  Philip Earnshaw : Francesca "Frankie" Hollingsworth
- 2016 : Une vie rêvée (Holiday Joy) de Kirk D'Amico : Chanel